# Ramón Coronel
Ramón David Coronel Gómez  (Capiatá, Paraguay, 31 de marzo de 1991) es un futbolista paraguayo que se desempeña como defensa en  Encarnación FC de la División Intermedia de Paraguay.

## Trayectoria
Coronel, surgido de las divisiones inferiores de Cerro Porteño, en 2010 fue transferido al Deportivo Capiatá en donde haría su debut como profesional en el 2010. En Capiatá jugaría la temporada 2010-2011, y disputaría 31 partidos por liga en los que convertiría 2 goles. En el año 2012 es transferido al Club Nacional con el cual obtendría el Torneo Apertura 2013 y el subcampeonato en el Torneo Clausura 2012.
El último gran logro que obtuvo en Nacional fue el haber disputado la final de la Copa Libertadores 2014 frente al San Lorenzo de Almagro de Argentina. Coronel fue el que cometió el error de levantar su mano derecha en el área la cual defendía y que el árbitro cobrara penal, penal que resultaría gol y el único tanto en el partido de vuelta de la copa. Por esa mano su equipo no logró ir a un tiempo extra, ya que la ida en Paraguay había terminado 1-1. Irónicamente, durante la semana previa al partido, su entrenador, Gustavo Morínigo, había dicho que estaba lesionado, con el fin de confundir al equipo argentino.
Tras finalizar su vínculo con el Club Nacional el 30 de junio del 2017, se vincula por 3 años al Club Olimpia. No obstante, el lateral derecho no será tenido en cuenta por el entrenador, Éver Almeida, debido a ello pasará prestar sus servicios por lo que resta del 2017 en el Club Sportivo Trinidense en condición de préstamo.

## Selección nacional
Coronel debutó en la Selección de fútbol de Paraguay en mayo de 2014 en un amistoso frente a la Selección de fútbol de Camerún, entrando a los 65 minutos. Su segundo partido en la selección fue contra Francia.

## Clubes
| Club              | País     | Año         |
| ----------------- | -------- | ----------- |
| Cerro Porteño     | Paraguay | 2005 - 2010 |
| Capiatá           | Paraguay | 2010 - 2011 |
| Nacional          | Paraguay | 2012 - 2017 |
| Trinidense        | Paraguay | 2017        |
| Olimpia           | Paraguay | 2018        |
| Sportivo Luqueño  | Paraguay | 2019        |
| Vila Nova FC      | Brasil   | 2020        |
| 12 de Octubre     | Paraguay | 2021        |
| Sportivo Ameliano | Paraguay | 2022        |
| Palmaflor         | Bolivia  | 2023        |
| Encarnación FC    | Paraguay | 2024        |

## Palmarés

### Campeonatos nacionales
| Título          | Club              | País     | Año  |
| --------------- | ----------------- | -------- | ---- |
| Torneo Apertura | Nacional          | Paraguay | 2013 |
| Torneo Apertura | Olimpia           | Paraguay | 2018 |
| Torneo Clausura | Olimpia           | Paraguay | 2018 |
| Copa Paraguay   | Sportivo Ameliano | Paraguay | 2022 |